# Liste des fondations du Québec
 (décembre 2010).
Ceci est une liste des fondations du Québec. Au Québec, en date du 15 juin 2020, il y en a 16 175.

## Hôpitaux
- Accueil-Sérénité de Bellechasse
- Ancre et ailes du Haut Saint-Laurent
- Association des bénévoles des CHSLD-CLSC Sainte-Rose de Laval
- Centre de santé et de services sociaux de Maskinongé
- Centre d'accueil Father Dowd
- Centre de réadaptation en déficience intellectuelle (CRDI) Chaudières-Appalaches
- Centre de réadaptation en déficience intellectuelle du Saguenay-Lac-Saint-Jean
- Centre de réadaptation en déficience intellectuelle Montérégie-Est
- Centre de santé et de services sociaux des Îles
- Centre de santé des Etchemins
- Centre de santé du Granit
- Centre de santé et de services sociaux d'Ahuntsic et Montréal-Nord
- Centre de santé et de services sociaux d'Arthabaska-Érable
- Centre de santé et de services sociaux de Beauce
- Centre de santé et de services sociaux de Bécancour - Nicolet-Yamaska
- Centre de santé et de services sociaux de Charlevoix
- Centre de santé et de services sociaux de Chicoutimi
- Centre de santé et de services sociaux de Jonquière (Fonds de dotation Santé Jonquière inc)
- Centre de santé et de services sociaux de Gatineau
- Centre de santé et de services sociaux de l'Ouest-de-l'Île
- Centre de santé et de services sociaux de la Côte-de-Gaspé
- Centre de santé et de services sociaux de la Matapdia
- Centre de santé et de services sociaux de la Mitis
- Centre de santé et de services sociaux de la MRC-d'Asbestos
- Centre de santé et de services sociaux de la région de Therford
- Centre de santé et de services sociaux de la Vallée-de-l'or
- Centre de santé et de services sociaux de la Vieille-Captiale[pas clair]
- Centre de santé et de services sociaux de Lac-Saint-Jean-Est
- Centre de santé et de services sociaux de Manicouagan
- Centre de santé et de services sociaux de Matane
- Centre de santé et de services sociaux de Memphrémagog
- Centre de santé et de services sociaux de Montmagny-l'Islet
- Centre de santé et de services sociaux de Papineau
- Centre de santé et de services sociaux de Portneuf
- Centre de santé et de services sociaux de Québec-Nord
- Centre de santé et de services sociaux de Rimouski-Neigette
- Centre de santé et de services sociaux de Rivière-du-Loup
- Centre de santé et de services sociaux de Rouyn-Noranda
- Centre de santé et de services sociaux de Saint-Jérome
- Centre de santé et de services sociaux de Sept-Îles
- Centre de santé et de services sociaux de Sorel-Tracy
- Centre de santé et de services sociaux de Témiscouata
- Centre de santé et de services sociaux de Thérèse-de-Blainville
- Centre de santé et de services sociaux de Trois-Rivières
- Centre de santé et de services sociaux des Aurores Borea Les
- Centre de santé et de services sociaux des Basques
- Centre de santé et de services sociaux des Pays-d'en-haut
- Centre de santé et de services sociaux des Sommets
- Centre de santé et de services sociaux Domaine-du-Roy
- Centre de santé et de services sociaux Drummond
- Centre de santé et de services sociaux du Cœur-de-l'Île
- Centre de santé et de services sociaux du Nord de Lanaudière
- Centre de santé et de services sociaux du Sud de Lanaudière
- Centre de santé et de services sociaux du Sud-Ouest-Verdun
- Centre de santé et de services sociaux du Suroit
- Centre de santé et de services sociaux du Val-Saint-François
- Centre de santé et de services sociaux Haut Richelieu/Rouville
- Centre de santé et de services sociaux Jardins-Roussillon
- Centre de santé et de services sociaux Jeanne-Mance
- Centre de santé et de services sociaux La Pommeraie
- Centre de santé et de services sociaux Les Eskers de l'Abitibi
- Centre de santé et de services sociaux Lucille-Teasdale
- Centre de santé et de services sociaux Pierre-Boucher
- Centre de santé et de services sociaux du Pontiac
- Centre de soins prolongés Grace Dart
- Centre hospitalier affilié universitaire de Québec
- Centre hospitalier Baie-des-Chaleurs
- Centre hospitalier de l'Université de Montréal
- Centre hospitalier de Saint-Mary
- Centre hospitalier gériatrique Maimonides
- Centre hospitalier régional de Trois-Rivières
- Centre hospitalier Robert Giffard
- Centre hospitalier universitaire de Québec (CHUQ)
- Centre hospitalier universitaire de Sherbrooke (CHUS)
- Centre Mackay - Mackay Center
- Centre montérégien de réadaptation
- Centre Notre-Dame de l'Enfant (Sherbrooke) Inc.
- Centre Rayon de l'Espoir
- Centre régional de santé et de services sociaux de la Baie-James
- Centre universitaire de santé McGill
- CH. CHSLD. CLSC Cleophas-Claveau
- CHSLD juif de Montréal
- CHSLD Providence Notre-Dame de Lourdes Inc.
- Cité des retraites, N.D.F. Inc.
- Conseil de la banlieue Ouest pour les besoins psychiatriques Inc.
- Fondation C.A.R.M.E.N.
- Fondation Lajemmerais
- Fondation Ronald Denis
- Foyer de Waterville
- Gestion Walter Vanier
- Hôpital Charles-Lemoyne
- Hôpital Douglas (Douglas Hospital)
- Hôpital du Sacré-Cœur de Montréal
- Hôpital juif de réadaptation
- Hôpital Louis H. Lafontaine
- Hôpital Maisonneuve Rosemont
- Hôpital Marie-Clarac des sœurs de charité de Ste-Marie (1995) INC
- Hôpital Riviere-des-Prairies
- Hôpital Sainte-Justine
- Hôpital Shriners pour enfants (Québec) INC
- Hôtel-Dieu de Lévis
- Institut de cardiologie de Montréal
- Institut Philippe-Pinel de Montréal
- Institut Raymond-Dewar
- Institut universitaire de cardiologie et de pneumologie de Québec
- Institut universitaire de gériatrie de Montréal
- Institut universitaire de gériatrie de Sherbrooke
- Association internationale pour nouveau-nés et enfants avec troubles de spectre autistique
- Jeffery Hale'S Hospital
- Hôpital de réadaptation Lindsay
- Institut de réadaptation en déficience physique de Québec
- La communauté thérapeutique la chrysalide INC
- La corporation du centre Hospitalier Pierre Janet
- La corporation Felix Hubert D'Herelle
- La Fondation Rita Chouinard
- La Maison du Bouleau blanc INC
- La Maison Notre-Dame du Saguenay
- La Route de l'Espoir
- Le Hâvre du fjord INC.
- La Fondation MacDonald Stewart
- Maison Catherine de Longpré
- Maison Célestine
- Maison d'hébergement R S S M
- Mount Sinaï Hospital
- Nouvel envol
- Hôpital Santa Cabrini
- The Salvation Army, Catherine Booth Hospital

## Groupes religieux islamiques
- Ahl-Ill Bait Islamic Organization
- Centre culturel islamique de la Mauricie
- Centre culturel islamique de Québec
- Centre islamique Badr
- Centre islamique Bilal du Québec INC.
- Centre islamique de l'outaouais
- Centre islamique du West Island
- Centre L'Markaz-e-Islam de la rive sud
- Communauté islamique turque du Québec INC
- Communauté musulmane du Québec
- Fondation Norou Darayni
- Islamic Centre of Québec El Markaz Islami
- Jamia Islamia Ehl-E-Sunnat-Wal-Jamaat South Shore
- Jamiyyatu Falahi Al-Muslimin
- L'Association islamique Shiane Haidery, INC.
- La Fondation islamique charitable Alkhoee INC
- Mosquée Assuna Annabawiyah
- Mosquée Darus Salam
- Mosquée de Montréal
- Mosquée de Québec à Limoilou
- Mosquée Fatima Inc
- Mosquée Makkah-Al-Mukkaramah
- Organization For The Advancement Of Islamic Knowledge And Humanitarian Services (O A I K & H S )
- The Message Of Islam Foundation INC.

## Synagogues
- Agudath Achim Congregation
- Ahavath Scholom Nusoch Hoari
- Anshei Lubavitch Shomrim Laboker
- B'Tzalel Congregation Of St
- Beth Israel Ohev Sholom
- Beth Ora Congregation
- Beth Zion Congregation
- Communauté sépharade de Côte Saint-Luc Beth Rambam
- Congregation Sheves Achim
- Canadian Friends Of Jewish Community Of Greater Stowe
- Centre d'études Bar Yohai
- Centre d'études talmudiques de Côte-Saint-Luc
- Centre juif Noam (Noam jewish Centre)
- Centre Magen Avot
- Centre sépharade de Tora Laval
- Chabad Chai Center/Centre Chabad Chai
- Chabad Of The Town Of Mount Royal
- Communauté "Sainte Association" des congrégations juives unifiées
- Communauté sépharade de Laval
- Communauté sépharade de Ville Saint-Laurent
- Congrégation Kol Yaacov
- Congrégation Ohel Rambam
- Congregation Adath Israel
- Congregation Adath Yeraim
- Congrégation Ahavat Yisroel de Côte Saint-Luc (Congregation Ahavat Yisroel Of Cote Saint-LUC)
- Congregation And yeshiva S.A.I.A.S.
- Congregation Atereth Zekainim (congrégation des Seniors Couro)
- Congrégation Beth Israel Beth Aaron de Côte Saint-Luc
- Congregation Beth Isrel Of Trout Lake
- Congregation Beth Tikvah
- Congregation Beth-El
- Congregation Chevra Kadisha B'Nai Jacob
- Congregation Chevra Shaas Adath Jeshurun Hadrath Kodesh-Shevet Achim Chaverim Kol Yisrael-D'Bet Abraham
- Congregation Chouva Israel
- Congrégation College Rabbinique du Québec
- Congrégation d'Anash Kollel Lubavitch
- Congregation Gate David Of Bobov
- Congrégation juive francophone de Montréal
- Congregation Maghen David
- Congregation Nusach Hoari
- Congregation Of The Followers Of The Rabbi Of Lubavitch
- Congregation Of The Followers Of The Rabbis Of Belz To Strengthen Torah
- Congregation Ohel Rivka
- Congregation Or David
- Congregation Reshith Chochma, First Mesifta Of Canada
- Congrégation sépharade Or Hahayin
- Congregation Thora Vehaim
- Ezras Achim Congregation Of Brotherly Help
- Fondation El Hashoresh Canada
- Groupement sépharade Kol Yehouda INC.
- House Of Israel Congregation Of St. Agathe
- Institut de la pensée juive et communautaire
- Jacob-Josef Congregation
- Jewish Congregation Beth Yosef
- Khal Machzikei Hadas
- Kolel Mareh Yechkel Congregation
- Kollel Tosh
- L'Institution Kupat Torah Vechiesed
- La Congregation Beis Chabad Tisamach
- Le Reste Reviendra
- Minchas Soles Congregation
- Munchas Ecozer Munkas Congregation
- Oneg Shabbos Congregation
- Reconstructionist Synagogue Of Montréal
- Shaar Hashomayim Congregation
- Shaare Zedek Congregation
- Shaare Zion Congregation
- Shomrim Laboker Beth Yehudah Congregation & Affiliated Congregation Shaare Tefilah
- Synagogue de Rouyn-Noranda (fermé)
- Synagogue Netivot Haim Israel Inc
- Synagogue un arbre de Vie-Or Menachem
- Tasher Congregation
- Tefiloh Lemoishe Congregation
- Temple Emanu-El-Beth Sholom, Montréal
- Temple Solomon Inc Congregation
- The Congregation Of The Upholders Of The Law Of Torah (Machzikei Torah) Of Mont
- The Corporation Of Spanish & Portugese Jews Shearith Israel Of Montréal
- Tiferet Israel
- Tifereth Beth David Jerusalem Synagogue
- Toldos Yakou Yosef Congregation
- Yeshiva Ohr Israel
- Yetev Lev Congregation
- Young Israel Of Chomedey
- Young Israel Of Montréal
- Young People'S Congregation Of Spiritual And Secular Knowledge (Congregation Zei)
- Zichron Kedoshim Congregation
- Zichron Moshe Synagogue